# حسين رضا زاده
حسين رضا زاده (مواليد 12 مايو 1978) هو رباع إيراني وبطل العالم لرفع الأثقال.

## حياته المهنية
حسين رضا زاده الملقب «هرقل إيران» يحتفظ حاليا بالإرقام العالمية لرياضة رفع الأثقال للوزن الثقيل (105 كجم ومافوق) النتر ومجموع النتر والخطف.
وهو أول رباع إيراني يفوز بميداليتين أولمبية ذهبية، وهو أحد مشاهير إيراني حيث ظهر حفل زفافة بالأخبار في التلفزيون الإيراني حيث قام حفل زفافة بالمملكة السعودية العربية في مكة عام 2003 وتم عرضة مباشرة على التلفزيون الإيراني.

## الكتلة
- الوزن : 162.95كجم (2004 الألعاب الأوليمبية الصيفية)
- الطول : 186سم

## الإحصائيات
- الخطف: 213 كجم في تشنهوانغداو 14 سبتمبر 2003 (رقم عالمي)
- النتر:263.5كجم في أثينا 25 أغسطس 2004 (رقم عالمي)
- المجموع: 472.5 في سيدني 26 سبتمبر 2000 (رقم عالمي)

## روابط خارجية
- حسين رضا زاده على موقع الاتحاد الدولي (الإنجليزية)
- حسين رضا زاده على موقع مشروع نتائج رفع الأثقال الدولية (الإنجليزية)
- حسين رضا زاده على موقع IAT Database Weightlifting (الألمانية)
- حسين رضا زاده على موقع اللجنة الأولمبية الدولية (الإنجليزية)
- حسين رضا زاده على موقع أوليمبيديا (الإنجليزية)